# La Falaise
La Falaise ist eine französische Gemeinde mit 616 Einwohnern (Stand 1. Januar 2022) im Département Yvelines in der Region Île-de-France. Sie gehört zum Arrondissement Mantes-la-Jolie und zum Kanton Limay. Die Einwohner werden Falaisiens genannt.
Nachbargemeinden von La Falaise sind Épône im Westen und Norden, Nézel im Osten sowie Aulnay-sur-Mauldre und Maule im Süden.

## Bevölkerungsentwicklung
| Jahr      | 1962 | 1968 | 1975 | 1982 | 1990 | 1999 | 2008 | 2016 |
| Einwohner | 326  | 430  | 429  | 465  | 532  | 607  | 618  | 581  |

## Sehenswürdigkeiten
- Kirche La Nativité de la Vierge (1601 erbaut von Philippe de Marle, Seigneur da La Falaise)
- Schloss La Falaise, Sitz der Herren von Falaise seit 1513, Neubau 1858